# Radioisotope
Radionucléide, radioélément
Un radionucléide, ou radioisotope, est un nucléide, ou un isotope, qui est radioactif,,,. Le terme radioélément est parfois utilisé comme synonyme, bien que les deux précédents termes lui soient préféré,.
En raison de l'instabilité de leur noyau, les radionucléides se transforment spontanément, et émettent à cette occasion des particules α, des particules β ou des rayons γ. Les radioisotopes peuvent exister naturellement ou être produits artificiellement par une réaction nucléaire.
Lors d'une catastrophe nucléaire (telle que la catastrophe de Tchernobyl) ou lors d'une explosion atomique (telle qu'un essai nucléaire), une grande quantité de radionucléides sont propulsés dans l'atmosphère, se propagent autour du globe terrestre et retombent plus ou moins rapidement sur le sol.

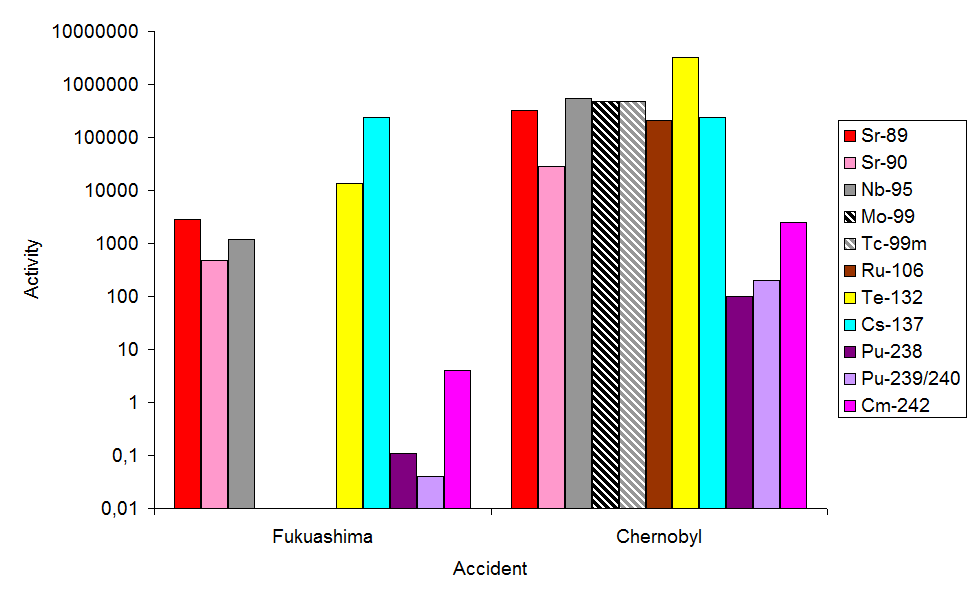
Ce graphique à barres compare les relevés de radioisotopes constatés sur le terrain en juin 2011 à 500 mètres de la centrale de Fukushima Unité I (à gauche) avec les données équivalentes fournies dans un rapport de l'OCDE pour la catastrophe de Tchernobyl (à droite).

## Utilisation des radioisotopes
Depuis la seconde moitié du XXe siècle, un nombre croissant de radionucléides est produit dans le monde pour la médecine et divers usages techniques (traçage isotopique, etc.).

### En médecine nucléaire
Les radioisotopes sont largement utilisés à des fins de diagnostic ou de recherche. Les radioisotopes présents naturellement ou introduits dans le corps, émettent des rayons gamma et, après détection et traitement des résultats, fournissent des informations sur l'anatomie de la personne et sur le fonctionnement de certains organes spécifiques. Lorsqu'ils sont utilisés ainsi les radioisotopes sont appelés traceurs.
La radiothérapie utilise aussi des radioisotopes dans le traitement de certaines maladies comme le cancer. Des sources puissantes de rayons gamma sont aussi utilisées pour stériliser le matériel médical.
Dans les pays occidentaux, environ une personne sur deux est susceptible de bénéficier de la médecine nucléaire au cours de sa vie, et la stérilisation par irradiation gamma est quasiment universellement utilisée.

### Dans l'industrie
Les radioisotopes peuvent être utilisés pour examiner les soudures, détecter les fuites, étudier la fatigue des métaux et analyser des matériaux ou des minéraux. Ils sont aussi utilisés pour suivre et analyser les polluants, étudier les mouvements des eaux de surface, mesurer l'écoulement de la pluie et de la neige, ainsi que le débit des cours d'eau[réf. nécessaire].
De nombreux détecteurs de fumées utilisent un radioisotope dérivé du plutonium ou de l'américium produit artificiellement, ainsi que certains paratonnerres. Ceux-là ont été interdits en France par un décret d'avril 2002, promulgué par le gouvernement Jospin et « relatif à la protection générale des personnes contre les dangers des rayonnements ionisants », conduisant au retrait du marché de plus de 7 millions de détecteurs de fumées d'ici 2015.
Un arrêté du 5 mai 2009, promulgué par le gouvernement Fillon et pris après avis défavorable de l'Autorité de sûreté nucléaire, permettrait toutefois l'usage de produits contenant des radionucléides dans les biens de consommation.

### Dans l'environnement
On trouve aujourd'hui dans l'environnement et la biosphère des radioisotopes naturels et artificiels (principalement issus des mines d'uranium, de la combustion de certains combustibles fossiles, de déchets industriels (ex : phosphogypse), de la médecine nucléaire…, mais surtout des retombées des armes nucléaires et essais nucléaires (dans les années 1950 et 1960), de l'industrie nucléaire, et du traitement du combustible nucléaire usé ou des accidents nucléaires). Ils sont parfois utilisés comme « radiotraceurs » pour l'étude de la cinétique de la radioactivité artificielle dans l'environnement ou le secteur agroalimentaire.
Ils peuvent localement poser des problèmes, parfois sérieux et durables de contamination de l'air, de l'eau, du sol ou des écosystèmes.
La cinétique environnementale des radionucléides est complexe et dépend de nombreux facteurs. Elle varie pour chaque famille de radio-éléments, dans l'environnement et dans les organismes (de nombreux radioéléments ont des affinités propres en termes de ligands, protéines-cibles ou organes-cibles et par suite un comportement différent dans le métabolisme ; par exemple l'iode radioactif est essentiellement concentré par la thyroïde). Dans ce cadre, l'étude des analogues chimiques apporte aussi des renseignements utiles.

Pour étudier ces questions on se base sur le traçage environnemental des radionucléides, ainsi que sur des dosages faits in situ pour la cartographie des contaminations, l'évaluation des risques directs ou le calage de modèles). On essaye aussi de comprendre le comportement de chaque type de radionucléide, via des modélisations, encore incertaines, notamment basées sur des matrices d'interaction, méthode semi-quantitative facilitant l'identification et la hiérarchisation des multiples interactions (dont relations de type cause à effet) entre  composantes biotiques et abiotiques de l'écosystème. C'est ainsi qu'on a par exemple étudié la migration de radiocésium dans les écosystème prairiaux touché par les retombées de Tchernobyl en césium 137. Ces matrices d'interaction ont dans le même temps permis d'explorer les changements dynamiques dans les voies de migration du césium et de comparer les conséquences des différentes voies d'exposition de rayonnement pour les organismes vivants. ce travail doit être effectué pour tous les compartiments des écosystèmes. La migration du césium est par exemple très différente en plaine (lessivage intense) et en forêt où les champignons peuvent fortement le bioaccumuler, le remonter en surface (bioturbation) où il est alors biodisponible pour les sangliers, écureuils ou autres animaux (ou humains) mycophages.
La bioaccumulation et bioconcentration de certains radionucléides est possible en mer où les invertébrés fouisseurs et les animaux filtreurs (moules pour l'iode par exemple) jouent un rôle important dans la concentration de certains radioéléments. Sur terre où le nombre et la quantité de radionucléide artificiel a beaucoup augmenté à partir des années 1950 environ, puis après la catastrophe nucléaire de Tchernobyl, ce sont les champignons (parfois symbiotes obligatoires de certaines plantes, arbres notamment via la mycorhization) qui  peuvent également fortement les bioconcentrer ou les remobiliser. On s'en est aperçu dans les années 1960 en comptant et étudiant des taux croissants de radioactivité de certains horizons organiques de sols forestiers qui se sont avérés liés essentiellement à la biomasse fongique. La compréhension du rôle des champignons s'améliore grâce à des modèles plus précis, notamment pour le radiocésium dans les écosystèmes forestiers. L'activité fongique joue un rôle pivot dans la matrice d'interaction des éléments radioactifs du sol avec le vivant, via la chaine alimentaire (Réseau trophique). Ils sont l'un des « régulateurs » les plus importants connus du mouvement biotique des radionucléides dans les sols (de la mobilisation à la bioconcentration en passant par la bioturbation).

## Période radioactive des radioisotopes
| Nom               | Symbole   | Demi-vie / unité | Demi-vie / unité  |
| ----------------- | --------- | ---------------- | ----------------- |
| Tritium           | 3 1T      | 12,31            | an                |
| Béryllium 7       | 7 4Be     | 53,22            | jour              |
| Carbone 11        | 11 6C     | 20,37            | minute            |
| Carbone 14        | 14 6C     | 5 700            | an                |
| Azote 13          | 13 7N     | 9,967            | minute            |
| Azote 16          | 16 7N     | 7,13             | seconde           |
| Oxygène 15        | 15 8O     | 2,041            | minute            |
| Fluor 18          | 18 9F     | 1,829            | heure             |
| Sodium 22         | 22 11Na   | 2,603            | an                |
| Phosphore 32      | 32 15P    | 14,284           | jour              |
| Soufre 35         | 35 16S    | 87,32            | jour              |
| Potassium 40      | 40 19K    | 1,265            | milliard d'années |
| Scandium 46       | 46 21Sc   | 83,788           | jour              |
| Chrome 51         | 51 24Cr   | 27,7             | jour              |
| Manganèse 54      | 54 25Mn   | 312,13           | jour              |
| Fer 52            | 52 26Fe   | 8,26             | heure             |
| Fer 59            | 59 26Fe   | 44,5             | jour              |
| Cobalt 58         | 58 27Co   | 70,83            | jour              |
| Cobalt 60         | 60 27Co   | 5,271            | an                |
| Nickel 63         | 63 28Ni   | 98,7             | an                |
| Gallium 67        | 67 31Ga   | 3,26             | jour              |
| Krypton 85        | 85 36Kr   | 10,75            | an                |
| Rubidium 87       | 87 37Rb   | 48,8             | milliard d'années |
| Strontium 90      | 90 38Sr   | 28,8             | an                |
| Yttrium 90        | 90 39Y    | 2,668            | jour              |
| Zirconium 95      | 95 40Zr   | 64,032           | jour              |
| Niobium 95        | 95 41Ni   | 35               | jour              |
| Molybdène 99      | 99 42Mo   | 2,75             | jour              |
| Technétium 99     | 99 43Tc   | 211 000          | an                |
| Technétium 99m    | 99m 43Tc  | 6                | heure             |
| Ruthénium 103     | 103 44Ru  | 39,255           | jour              |
| Ruthénium 106     | 106 44Ru  | 372,6            | jour              |
| Indium 111        | 111 49In  | 2,805            | jour              |
| Indium 113        | 113 49In  | 103              | mois              |
| Tellure 132       | 132 52Te  | 3,2              | jour              |
| Iode 123          | 123 53I   | 13,2             | heure             |
| Iode 129          | 129 53I   | 16,1             | million d'années  |
| Iode 131          | 131 53I   | 8,023            | jour              |
| Iode 132          | 132 53I   | 2,3              | heure             |
| Xénon 133         | 133 54Xe  | 5,244            | jour              |
| Xénon 135         | 135 54Xe  | 9,14             | heure             |
| Césium 134        | 134 55Cs  | 2,065            | an                |
| Césium 135        | 135 55Cs  | 2,3              | million d'années  |
| Césium 137        | 137 55Cs  | 30,05            | an                |
| Baryum 140        | 140 56Ba  | 12,8             | jour              |
| Lanthane 140      | 140 57La  | 40,2             | heure             |
| Tantale 182       | 182 73Ta  | 114,4            | jour              |
| Rhénium 186       | 186 75Re  | 3,7              | jour              |
| Erbium 169        | 169 68Er  | 9,4              | jour              |
| Iridium 192       | 77 192Ir  | 73,8             | jour              |
| Or 198            | 198 79Au  | 2,69             | jour              |
| Thallium 201      | 201 81Tl  | 3,04             | jour              |
| Thallium 208      | 208 81Tl  | 3,07             | minute            |
| Plomb 210         | 201 82Pb  | 22,3             | an                |
| Plomb 212         | 212 82Pb  | 10,64            | heure             |
| Plomb 214         | 214 82Pb  | 26,8             | minute            |
| Bismuth 210       | 210 83Bi  | 5,01             | jour              |
| Bismuth 212       | 212 83Bi  | 60,6             | minute            |
| Bismuth 214       | 214 83Bi  | 19,9             | minute            |
| Polonium 210      | 210 84Po  | 138              | jour              |
| Polonium 212      | 212 84Po  | 0,305            | microseconde      |
| Polonium 214      | 214 84Po  | 164              | microseconde      |
| Polonium 216      | 216 84Po  | 0,15             | seconde           |
| Polonium 218      | 218 84Po  | 3,05             | minute            |
| Radon 220         | 220 86Rn  | 55,8             | seconde           |
| Radon 222         | 222 86Rn  | 3,82             | jour              |
| Radium 224        | 224 88Ra  | 3,627            | jour              |
| Radium 226        | 226 88Ra  | 1 600            | an                |
| Radium 228        | 228 88Ra  | 5,75             | an                |
| Actinium 228      | 228 29Ac  | 6,13             | heure             |
| Thorium 228       | 228 90Th  | 1,91             | an                |
| Thorium 230       | 230 90Th  | 75 400           | an                |
| Thorium 232       | 232 90Th  | 14,1             | milliard d'années |
| Thorium 234       | 234 90Th  | 24,1             | jour              |
| Protactinium 234m | 234m 90Pa | 1,17             | minute            |
| Uranium 234       | 234 92U   | 245 500          | an                |
| Uranium 235       | 235 92U   | 704              | million d’années  |
| Uranium 238       | 238 92U   | 4,47             | milliard d’années |
| Neptunium 237     | 237 93Np  | 2,14             | million d'années  |
| Neptunium 239     | 239 93Np  | 2,36             | jour              |
| Plutonium 238     | 238 94Pu  | 87,74            | an                |
| Plutonium 239     | 239 94Pu  | 24 100           | an                |
| Plutonium 240     | 240 94Pu  | 6 561            | an                |
| Plutonium 241     | 241 94Pu  | 14,32            | an                |
| Américium 241     | 241 95Am  | 432,6            | an                |
| Américium 243     | 243 95Am  | 7 370            | an                |
| Curium 244        | 244 96Cm  | 18,11            | an                |

| Nom               | Symbole   | Demi-vie / unité | Demi-vie / unité  |
| ----------------- | --------- | ---------------- | ----------------- |
| Polonium 212      | 212 84Po  | 0,305            | microseconde      |
| Polonium 214      | 214 84Po  | 164              | microseconde      |
| Polonium 216      | 216 84Po  | 0,15             | seconde           |
| Azote 16          | 16 7N     | 7,13             | seconde           |
| Radon 220         | 220 86Rn  | 55,8             | seconde           |
| Protactinium 234m | 234m 90Pa | 1,17             | minute            |
| Oxygène 15        | 15 8O     | 2,041            | minute            |
| Polonium 218      | 218 84Po  | 3,05             | minute            |
| Thallium 208      | 208 81Tl  | 3,07             | minute            |
| Azote 13          | 13 7N     | 9,967            | minute            |
| Bismuth 214       | 214 83Bi  | 19,9             | minute            |
| Carbone 11        | 11 6C     | 20,37            | minute            |
| Plomb 214         | 214 82Pb  | 26,8             | minute            |
| Bismuth 212       | 212 83Bi  | 1,01             | heure             |
| Fluor 18          | 18 9F     | 1,829            | heure             |
| Iode 132          | 132 53I   | 2,3              | heure             |
| Technétium 99m    | 99m 43Tc  | 6                | heure             |
| Actinium 228      | 228 89Ac  | 6,13             | heure             |
| Fer 52            | 52 26Fe   | 8,26             | heure             |
| Xénon 135         | 135 54Xe  | 9,14             | heure             |
| Plomb 212         | 212 82Pb  | 10,64            | heure             |
| Iode 123          | 123 53I   | 13,2             | heure             |
| Lanthane 140      | 140 57La  | 40,2             | heure             |
| Neptunium 239     | 239 93Np  | 2,36             | jour              |
| Yttrium 90        | 90 39Y    | 2,668            | jour              |
| Or 198            | 198 79Au  | 2,69             | jour              |
| Molybdène 99      | 99 42Mo   | 2,75             | jour              |
| Indium 111        | 111 49In  | 2,805            | jour              |
| Thallium 201      | 201 81Tl  | 3,04             | jour              |
| Tellure 132       | 132 52Te  | 3,2              | jour              |
| Gallium 67        | 67 31Ga   | 3,26             | jour              |
| Radium 224        | 224 88Ra  | 3,627            | jour              |
| Rhénium 186       | 186 75Re  | 3,7              | jour              |
| Radon 222         | 222 86Rn  | 3,82             | jour              |
| Bismuth 210       | 210 83Bi  | 5,01             | jour              |
| Xénon 133         | 133 54Xe  | 5,244            | jour              |
| Iode 131          | 131 53I   | 8,023            | jour              |
| Erbium 169        | 169 68Er  | 9,4              | jour              |
| Baryum 140        | 140 56Ba  | 12,8             | jour              |
| Phosphore 32      | 32 15P    | 14,284           | jour              |
| Thorium 234       | 234 90Th  | 24,1             | jour              |
| Chrome 51         | 51 24Cr   | 27,7             | jour              |
| Niobium 95        | 95 41Nb   | 35               | jour              |
| Ruthénium 103     | 103 44Ru  | 39,255           | jour              |
| Fer 59            | 59 26Fe   | 44,5             | jour              |
| Béryllium 7       | 7 4Be     | 53,22            | jour              |
| Zirconium 95      | 95 40Zr   | 64,032           | jour              |
| Cobalt 58         | 58 27Co   | 70,83            | jour              |
| Iridium 192       | 192 77Ir  | 73,8             | jour              |
| Scandium 46       | 46 21Sc   | 83,788           | jour              |
| Soufre 35         | 35 16S    | 87,32            | jour              |
| Tantale 182       | 182 73Ta  | 114,4            | jour              |
| Polonium 210      | 210 84Po  | 138              | jour              |
| Manganèse 54      | 54 25Mn   | 312,13           | jour              |
| Ruthénium 106     | 106 44Ru  | 372,6            | jour              |
| Thorium 228       | 228 90Th  | 1,91             | an                |
| Césium 134        | 134 55Cs  | 2,065            | an                |
| Sodium 22         | 22 11Na   | 2,603            | an                |
| Cobalt 60         | 60 27Co   | 5,271            | an                |
| Radium 228        | 228 88Ra  | 5,75             | an                |
| Indium 113        | 113 49In  | 103              | mois              |
| Krypton 85        | 85 36Kr   | 10,75            | an                |
| Tritium           | 3 1T      | 12,31            | an                |
| Plutonium 241     | 241 94Pu  | 14,32            | an                |
| Curium 244        | 244 96Cm  | 18,11            | an                |
| Plomb 210         | 210 82Pb  | 22,3             | an                |
| Strontium 90      | 90 38Sr   | 28,8             | an                |
| Césium 137        | 137 55Cs  | 30,05            | an                |
| Plutonium 238     | 238 94Pu  | 87,74            | an                |
| Nickel 63         | 63 28Ni   | 98,7             | an                |
| Américium 241     | 241 95Am  | 432,6            | an                |
| Radium 226        | 226 88Ra  | 1 600            | an                |
| Carbone 14        | 14 6C     | 5 700            | an                |
| Plutonium 240     | 240 94Pu  | 6 561            | an                |
| Américium 243     | 243 95Am  | 7 370            | an                |
| Plutonium 239     | 239 94Pu  | 24 100           | an                |
| Thorium 230       | 230 90Th  | 75 400           | an                |
| Technétium 99     | 99 43Tc   | 211 000          | an                |
| Uranium 234       | 234 92U   | 245 500          | an                |
| Neptunium 237     | 237 93Np  | 2,14             | million d'années  |
| Césium 135        | 135 55Cs  | 2,3              | million d'années  |
| Iode 129          | 129 53I   | 16,1             | million d'années  |
| Uranium 235       | 235 92U   | 704              | million d’années  |
| Potassium 40      | 40 19K    | 1,265            | milliard d'années |
| Uranium 238       | 238 92U   | 4,47             | milliard d’années |
| Thorium 232       | 232 90Th  | 14,1             | milliard d'années |
| Rubidium 87       | 87 37Rb   | 48,8             | milliard d'années |